# Råbelövs kyrka
Råbelövs kyrka är en kyrkobyggnad i Kristianstad kommun. Den är församlingskyrka i Nosaby församling i Lunds stift.

## Kyrkobyggnaden

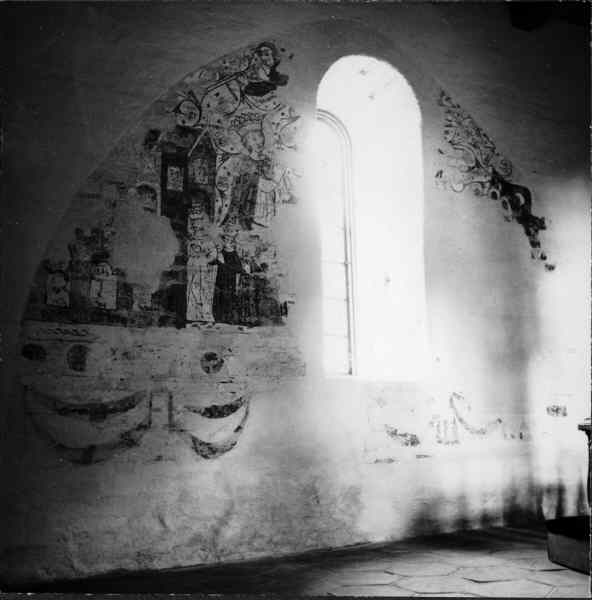
Kalkmålning vid koret.

Råbelövs kyrka uppfördes på 1200-talet i senromantisk stil. Under senare delen av 1400-talet målades kalkmålningar i kyrkan av Vittskövlemästaren. Dessa är dock ganska skadade. 1835 togs kyrkan ur bruk då Råbelövs församling och Fjälkestads församling gick samman. Kyrkan kom då att bli ett sädesmagasin, samtidigt som man avlägsnade valven. Kyrkan restaurerades på 1920-talet av godsägaren Gilbert Kennedy. Klockstapelns byggdes 1956 av sonen Douglas Kennedy. 1958 målades korfönstren av Bo Notini. Kyrkan förvaltas idag av en stiftelse.

## Inventarier
- kalkmålningar av Vittskövlegruppen.
- Dopfunten är från medeltiden.
- Harmonium.[3]